# 담뱃대

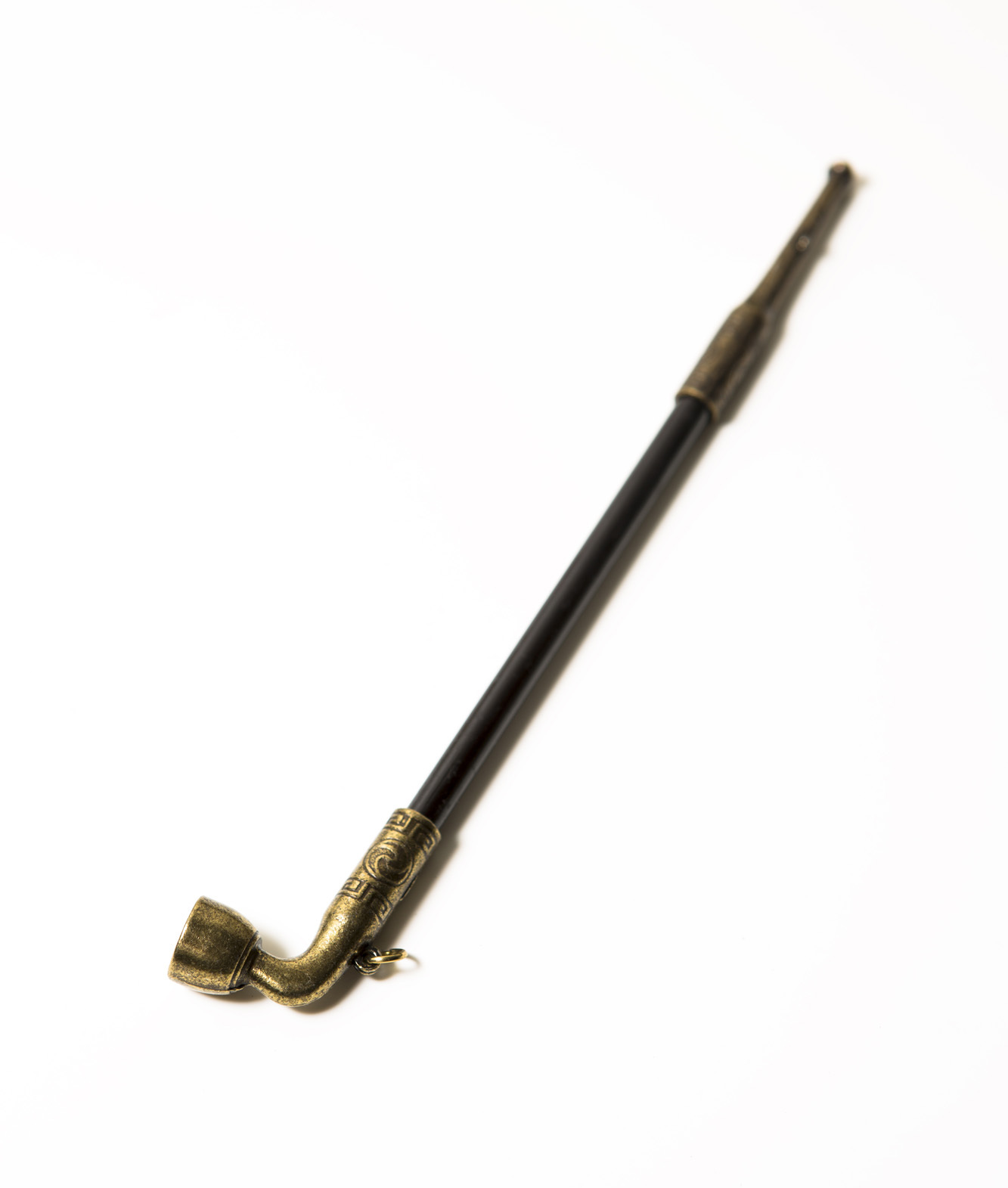
곰방대

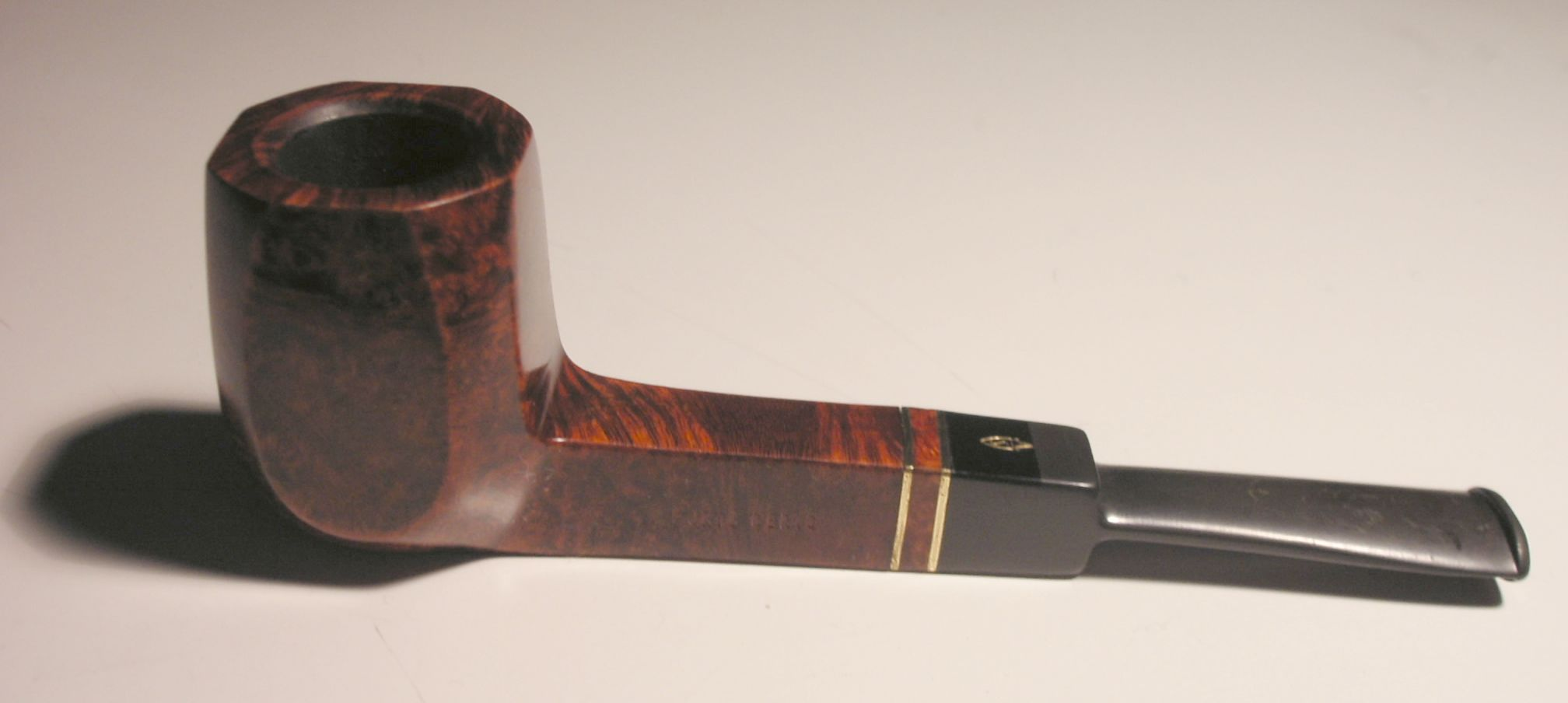
파이프 담배

담뱃대(smoking pipe)는 연초를 다져넣어 담배를 피우는 도구이다. 담뱃대의 디자인은 여러 가지이지만, 대체로 연초를 넣는 연초주걱, 대롱(내부에 필터가 포함된 경우도 있음), 그리고 마우스피스(물부리)로 이루어져 있다. 연초주걱에 담뱃가루를 넣고 다지게로 다져서 피운뒤, 긁게로 긁어내어 청소해줘야 하는 번거로움이 있어 시가가 유행한 이후 사용자가 많이 줄었다.

## 역사
헤로도토스는 스키타이인들이 유독가스를 마시기위해 풀에 불을 붙여서 연기를 들이마셨다고 썼다. 그들이 피운 재료는 아마도 대마초였을 것이다. 중동과 중앙아시아에서는 대마가루를 풀로부터 채취하여 해시시(hashish)를 만들었다. 인도의 수연통(hookah, 水煙筒)은 물을 써서 연기를 걸러냈는데, 끈적한 대마초를 피우는 도구로 발전하였다. 아메리카 원주민들은 유럽인들이 도래하기 훨씬 전부터 파이프로 타바코(tobacco)를 피웠다. 평화의 파이프(peace pipe)라고도 불린 긴 담뱃대(calumet)를 계약이나 조약을 봉인하는 의식용도구로 사용했다. 타바코는 16세기에 아메리카인들로부터 유럽인에게 소개되었고 전 세계로 퍼져나갔다. 1800년대 아시아에서는 아편(opium, 이전에는 오직 먹기만 했다)이 타바코에 더해졌고 이것을 담뱃대로 피웠다. 마닥(Madak, 아편과 타바코의 합성품)이 입으로 들이마시는 아편보다 훨씬 중독성이 강하다는 것이 입증되었고, 중국에서 사회적 문제로 비화된 결과 아편 전쟁으로 끝났다. 20세기에는 담뱃대로 담배를 피우는 것이 정신을 활성시키는 약물(psychoactive drugs)로 더 인기를 끌었다. 각성제인 메스암페타민이 대중적 기반을 얻었고 담뱃대로 또는 으깨서 코로 들이마시기 위해 결정질의 형태로 사용되었다.

## 도구
다양한 종류의 재료로 만든다. 보통 브라이어, 장미나무, 찔레나무, 단풍나무처럼 단단한 목재로 만들었고, 어떤 것은 물 담배(Water Pipe)처럼 특수한 메카니즘에 맞게 디자인되었다. 다른 것은 메스암페타민을 피우기 위해 유리로만 만들어진 것도 있다. 또한 가격과 복잡성에 있어서 다양한 구색이 있는데, 불어서 만드는 유리제품이나 사기(오지)담뱃대같은 것이 유럽과 아메리카에서 수 세기 동안 인기를 끌었다.

## 문화
파이프 담배를 둘러싼 문화나, 언어, 에티켓이 있으며, 지역에 따라서 각양각색이다. 예를 들어, 서구 사회에서는 파이프 담배가 존귀한 것으로 받아들여졌고 문명화된 액세서리(흡연용 재킷이 그 예다)를 탄생시키는 구실을 했다. 영국에서는 올해의 파이프 스모커를 시상할 정도였다. 대마초 문화는 파이프 담배를 피우는 것과 관련하여 독자적인 전통을 갖고 있으며, 타바코 파이프 담배와는 구별된다. 예를 들어 타바코 흡연자와는 달리 마리화나 흡연자는 두 세 사람이 한 대의 담뱃대를 공동으로 사용하는 전형적인 특징을 보였다. 메스암페타민과 코카인을 흡입하는 파이프 흡연자들은 필요에 의해서 적절한 장비에 대해 지대한 관심을 보였다. 그것에 의해 원료를 새카맣게 태우지 않고 액화및 기화시킬 수 있기 때문이다.

## 새로운 경향
새로운 세기가 시작된 현재 세계의 주류문화는 분명히 반 흡연의 경향을 강하게 띠고 있으며, 전통적으로 흡연에 관대했던 여러 나라에서 흡연자의 비율은 지속적으로 떨어지고 있다. 임산부나 노약자 또는 청소년들의 건강에 악영향을 끼칠 수 있는 담배를 비롯한 많은 중독성 약물에 대한 사회적인 반대 캠페인은 많은 사람들의 지지를 얻고 있다. 그러나 흡연의 중독에서 벗어난 사람들 중 일부는 호기심에서 또는 (근거 없이) 기존의 필터 담배보다는 여러 가지 점에서 나을 수도 있다는 기대를 가지고 파이프 담배를 시도하려는 경우가 종종 있다. 이것은 대체로 실망 또는 새로운 중독으로 귀결되는데, 이는 현대인들의 입맛에 너무 강하게 느껴지기 때문이다.
미국 식품의약청(FDA)는 '니코틴은 규제 대상인 중독성 마약'으로 규정하고 있으며, 세계질병분류기호(ICD)는 '흡연은 담배로 인한 정신적, 행동적 장애'로 정의하고 있다.

## 사진
파이프의 종류

## 같이 보기
- 담배